# Omi (título)
Omi (臣, Grande Chefe Imperial) era um dos dois mais prestigiosos cargos do antigo sistema hereditário japonês, a kabane, junto com muraji , que eram reservadas aos clãs mais poderosos durante o Período Kofun . Os clãs Omi geralmente tinham seus nomes a partir da localização geográfica de onde se originaram, como o Clã Soga (苏我), o Clã Katsuraki (葛城), o Clã Heguri (平群), o Clã Kose (巨势), o Clã Kasuga (春日) e o  Clã Izumo (出云). Por tradição aqueles que detinham o posto eram considerados ramos da linha imperial (皇别氏族, kōbetsu shizoku ), e alegavam ser descendentes de Imperador Kōgen, embora não haja nenhuma evidência histórica para apoiar isto.
O mais poderoso Omi acrescentou o prefixo  Ō (大 , grande) passando a ser conhecido como Ōomi (大臣 , ). Exemplos de Ōomi mencionado no Gukanshō do Monge Jien foram Katsuraki no Tsubura (葛城円) durante o reinado do Imperador Richu , Heguri no Matori (平群马鸟) durante o reinado dos imperadores Yūryaku e Seinei , Kose no Ohito (许势男人) durante o reinado do Imperador Keitai  e as quatro gerações de Sogas que dominavam o título durante os Séculos VI e VII: Soga no Iname , Soga no Umako  , Soga no Emishi  e Soga no Iruka .
Quando o Kabane foi modificado em 684 pela Reforma Taika, os Omi mais poderosos passaram a ser Asomi ( 朝臣 , Membros da Corte ), Já o título Omi caiu para sexto lugar na nova classificação .

## Lista dos Ōomi
1. Soga no Iname - (536 - 570)
2. Soga no Umako - (571 - 626)
3. Soga no Emishi - (626 - 645)